# Chu Berry
Pour les articles homonymes, voir Berry (homonymie).
Leon Brown Berry (dit Chu ou Chew) est un saxophoniste américain de swing jazz, né à Wheeling en Virginie-Occidentale le 13 septembre 1908 et mort à Conneaut dans l'Ohio le 30 octobre 1941.
« Étant donné la brièveté de la vie de Chu, et sa carrière de musicien qui n'a duré qu'une décennie, il est étonnant que son nom continue à peser autant dans les annales du jazz. S'il avait vécu davantage, il est certain qu'il serait installé au panthéon du jazz aux côtés de Coleman Hawkins et de Lester Young. Il était aussi doué.  »
— Dan Morgenstern, directeur de l'Institut d'études de jazz à l'université Rutgers (New Jersey)
« Berry a reçu des musiciens ce surnom mal orthographié (Choo, Chew), parce qu'il mordillait son embouchure, – ou bien parce qu'il portait une moustache « à la Fu Manchu », ou peut-être les deux.  »
— Gary Giddins (en), critique de jazz au Village Voice

## Jeunesse
Après des études à la Lincoln High School de Wheeling, Chu Berry entre à la West Virginia State University près de Charleston pour trois ans. Sa demi-sœur joue du piano et Chu s'intéresse très jeune à la musique, jouant d'abord du saxophone alto dans des fanfares locales. Il se décide pour le saxophone ténor après un concert de Coleman Hawkins. Bien que Chu Berry ait calqué son style sur le jeu de Hawkins, celui-ci considérait Berry comme son égal, en disant « Chu était presque le meilleur ».

## Musicien de Big Band
La plus grande partie de la carrière de Chu Berry s'est déroulée au sein de grands orchestres de swing :
- Sammy Stewart, 1929-1930, avec qui il passe au sax ténor.
- Benny Carter, 1932-1933,
- Teddy Hill, 1933-1935,
- Fletcher Henderson, 1935-1937,
- Cab Calloway, sa plus célèbre participation, de 1937 à 1941.

« Bien que la participation de Chu Berry à l'orchestre de Count Basie soit mentionnée dans plusieurs ouvrages, il s'agit d'une erreur. Il n'a pas joué en remplacement de Herschel Evans, sauf cependant une fois lors d'un enregistrement ».

## Musicien de studio
Tout au long de sa brève carrière, Chu Berry est très demandé en tant que sideman pour des sessions d'enregistrement avec d'autres artistes de jazz, comme Spike Hughes (en) (1933), Bessie Smith (1933), The Chocolate Dandies (en) (1933), Mildred Bailey (1935-1938), Teddy Wilson (1935-1938), Billie Holiday (1938-1939), Wingy Manone (1938-1939) et Lionel Hampton (1939).
De 1934 à 1939, alors que Coleman Hawkins se produit en Europe, Chu Berry est, avec Budd Johnson, Ben Webster et Lester Young, l'un de ces jeunes saxophonistes ténors qui rivalisent pour la suprématie de leur jeu. Son talent de compositeur et la fluidité de ses solos sur des morceaux rapides vont influencer de jeunes talents comme Dizzy Gillespie ou Charlie Parker. Celui-ci appellera d'ailleurs son premier fils Leon en hommage à Chu Berry.
Chu Berry participe durant cette période aux fameux duels de saxophone du Minton's Playhouse à New York, qui allaient donner naissance au courant bebop.
Christopher Columbus (en), une composition de Chu Berry sur des paroles d'Andy Razaf, est enregistré en 1936 avec le Fletcher Henderson Orchestra. Son introduction est l'une des plus célèbres de la période swing, elle fut reprise dans l'arrangement de Sing, Sing, Sing par Jimmy Mundy (en), joué par l'orchestre de Benny Goodman pour le final de sa fameuse première représentation à Carnegie Hall le 16 janvier 1938.
Chu Berry meurt à Conneaut dans l'Ohio, après un accident de voiture lors de son trajet entre deux concerts à Brookfield (Ohio) (en) et Toronto. Il est d'abord inhumé au cimetière Peninsula de Wheeling (Virginie-Occidentale), mais en 1964 à la suite d'importants travaux, ses restes sont transférés au cimetière voisin, le Mount Zion Cemetery, dans une tombe banale.
L'écrivain et poète américain Jack Kerouac, qui était un de ses admirateurs, cite « le Grand Chu Berry » au début de son roman Les Souterrains en 1953.

## Discographie

### Compilations
- Chu Berry 1937-1941, Classics
- Blowing Up a Breeze, Pearl
- Cab Calloway Best of the Big Bands, Sony Columbia
- Chu, Epic Japan
- Chu Berry 1937-1941, Classics
- Chu Berry Story, Epm Musique
- Classic Chu Berry: The Columbia and Victor Sessions, Berry plus various band leaders, Mosaic Records.
- Giants of the Tenor Sax, Commodore
- Penguin Swing, Jazz Archives
- Tenor Giant, Polygram
- The Indispensable Chu Berry, RCA

### Dix morceaux choisis
- Sweet Sue, avec Spike Hughes and His Negro Orchestra, 1933
- I Never Knew, avec The Chocolate Dandies, 1933
- Blue Lou, avec Fletcher Henderson, 1936
- Limehouse blues, 1937
- Forty-Six West Fifty-Two, Chu Berry and his Little Jazz Ensemble, avec Roy Eldridge, 1938
- Sittin' In, idem
- Oh, Lady Be Good!, avec Count Basie, 1939
- Sweethearts on Parade, avec Lionel Hampton, 1939
- Shufflin' at the Hollywood, idem
- I Don't Stand a Ghost of a Chance With You, avec Cab Calloway, 1940